# Beer Drinkers and Hell Raisers
Beer Drinkers and Hell Raisers è un EP dei Motörhead pubblicato nel 1980 dall'etichetta discografica Big Beat.

## Il disco

Versione francese di Beer Drinkers & Hell Raisers

Il disco è stato registrato nel 1977 contemporaneamente all'album Motörhead. Il disco non è riuscito a raggiungere buone posizioni nelle classifiche britanniche.
La title track Beer Drinkers & Hell Raisers è una cover degli ZZ Top pubblicata nell'album del 1973 Tres Hombres, nella quale le voci erano del chitarrista Billy Gibbons e del bassista Dusty Hill. Anche per i Motörhead le voci sono del leader e bassista Lemmy Kilmister e del chitarrista "Fast" Eddie Clarke. Questa è stata l'unica volta (insieme alla canzone Step Down dell'album Bomber) in cui Eddie Clarke si sia cimentato nel canto.
In seguito, le tracce dell'EP (insieme alla canzone City Kids) sono state inserite nelle riedizioni dell'album Motörhead.
Nel 1983 la Big Beat Records ha pubblicato una versione francese dell'EP contenente le bonus-tracks Vibrator, White Line Fever, City Kids, Keep Us on the Road, Lost Johnny e Motörhead; il disco è uscito inoltre in un inusuale vinile nero e in un'altra versione con una copertina diversa.

## Tracce
1. Beer Drinkers and Hell Raisers
2. On Parole
3. Instro
4. I'm Your Witchdoctor

## Formazione
- Lemmy Kilmister: basso elettrico, voce
- "Fast" Eddie Clarke: chitarra, voce
- Phil "Philty Animal" Taylor: batteria